# اینترلوکین
اینترلوکین‌ها (interleukin) سیتوکین‌های ساخته شده توسط انواع گویچه‌های سفید خون هستند که اغلب بر لنفوسیت‌های دیگر مؤثر می‌باشند. این ترکیبات در سیستم ایمنی نقش مهمی دارند. تعداد آنها بسیار زیاد است و با شماره مشخص می‌شوند مانند اینترلوکین ۱۷. این پروتئین‌ها با تنوع زیادی که دارند عملکردهایی خارج از سیستم ایمنی هم دارند.

## فهرست اینترلوکین‌ها
جدول زیر بسیار مفید است
| نام   | منشا                                                                                     | گیرنده‌های هدف                        | سلولهای هدف                                                          | عملکرد |
| IL-1  | درشت‌خوار، لنفوسیت‌های بی، مونوسیت و سلول‌های دندریتیک                                      | CD121a/IL1R1, CD121b/IL1R2           | لنفوسیت تی کمک‌کننده                                                  | co-stimulation |
| IL-1  | درشت‌خوار، لنفوسیت‌های بی، مونوسیت و سلول‌های دندریتیک                                      | CD121a/IL1R1, CD121b/IL1R2           | لنفوسیت‌های بی                                                        | بلوغ و تمایز |
| IL-1  | درشت‌خوار، لنفوسیت‌های بی، مونوسیت و سلول‌های دندریتیک                                      | CD121a/IL1R1, CD121b/IL1R2           | NK cells                                                             | فعال نمودن |
| IL-1  | درشت‌خوار، لنفوسیت‌های بی، مونوسیت و سلول‌های دندریتیک                                      | CD121a/IL1R1, CD121b/IL1R2           | درشت‌خوار و اندوتلیوم                                                 | التهاب، در سطوح پایین تولید پروتئین فاز حاد و درمقادیر بالا ایجاد تب |
| IL-2  | Th1-cells                                                                                | CD25/IL2RA, CD122/IL2RB, CD132/IL2RG | لنفوسیت تی فعال‌شده، لنفوسیت‌های بی، NK cells، درشت‌خوارو الیگودندروسیت | تحریک رشد و تمایز لنفوسیت تی. کاربرد در ایمونوتراپی برای درمان کانسر یا رد پیوند |
| IL-3  | لنفوسیت تی کمک‌کننده فعال‌شده، ماست‌سل، NK cells، اندوتلیوم و ائوزینوفیل                    | CD123/IL3RA, CD131/IL3RB             | سلول‌های بنیادی خونساز                                                | تمایز و بلوغ پیش سازهای سلولهای میلوئید به گویچه سرخ و گرانولوسیت |
| IL-3  | لنفوسیت تی کمک‌کننده فعال‌شده، ماست‌سل، NK cells، اندوتلیوم و ائوزینوفیل                    | CD123/IL3RA, CD131/IL3RB             | ماست سل‌ها                                                            | آزادشدن هیستامین و عامل رشد |
| IL-4  | لنفوسیت تی کمک‌کننده, just activated naive CD4+ cell, memory CD4+ cells, ماست‌سلو درشت‌خوار | CD124/IL4R, CD132/IL2RG              | لنفوسیت‌های بی فعال‌شده                                                | تولید و تمایز پادتن جی و تولید IgE. نقش مهم در آلرژی و پاسخ (IgE) |
| IL-4  | لنفوسیت تی کمک‌کننده, just activated naive CD4+ cell, memory CD4+ cells, ماست‌سلو درشت‌خوار | CD124/IL4R, CD132/IL2RG              | لنفوسیت تی                                                           | پرولیفراسیون |
| IL-4  | لنفوسیت تی کمک‌کننده, just activated naive CD4+ cell, memory CD4+ cells, ماست‌سلو درشت‌خوار | CD124/IL4R, CD132/IL2RG              | اندوتلیوم                                                            | |
| IL-5  | لنفوسیت تی کمک‌کننده، ماست‌سل، ائوزینوفیل                                                  | CD125/IL5RA, CD131/IL3RB             | ائوزینوفیل                                                           | تولید |
| IL-5  | لنفوسیت تی کمک‌کننده، ماست‌سل، ائوزینوفیل                                                  | CD125/IL5RA, CD131/IL3RB             | لنفوسیت‌های بی                                                        | تولید و تمایز IgA |
| IL-6  | درشت‌خوار, لنفوسیت تی کمک‌کننده, لنفوسیت‌های بی، آستروسیت، اندوتلیوم                        | CD126/IL6RA, CD130/IR6RB             | فعال شدن لنفوسیت‌های بی                                               | و تمایز به پلاسماسل |
| IL-6  | درشت‌خوار, لنفوسیت تی کمک‌کننده, لنفوسیت‌های بی، آستروسیت، اندوتلیوم                        | CD126/IL6RA, CD130/IR6RB             | پلاسما سلها                                                          | ترشح پادتن |
| IL-6  | درشت‌خوار, لنفوسیت تی کمک‌کننده, لنفوسیت‌های بی، آستروسیت، اندوتلیوم                        | CD126/IL6RA, CD130/IR6RB             | سلول‌های بنیادی خونساز                                                | تمایز |
| IL-6  | درشت‌خوار, لنفوسیت تی کمک‌کننده, لنفوسیت‌های بی، آستروسیت، اندوتلیوم                        | CD126/IL6RA, CD130/IR6RB             | لنفوسیت تی و دیگران                                                  | تحریک پروتئین فاز حاد, hematopoiesis, تمایز سلولی, التهاب |
| IL-7  | سلولهای بافت زمینه‌ای مغز استخوان و تیموس                                                 | CD127/IL7RA, CD132/IL2RG             | pre/pro-B cell, pre/pro-T cell, NK cells                             | تمایز و پرولیفراسیون سلولهای پیش ساز لنفوئید، مؤثر در بقا و تکامل B، T، و NK cell هموستاز، ↑سیتوکاین‌های پیش التهاب                                                                                           |
| IL-8  | ماکروفاژها، لنفوسیت, بافت پوششی، سلولهای اندوتلیال                                       | CXCR1/IL8RA, CXCR2/IL8RB/CD128       | neutrophils, basophils, lymphocytes                                  | کیموتاکسی نوتروفیل |
| IL-9  | لنفوسیت تی کمک‌کننده, specifically by CD4+ helper cells                                   | CD129/IL9R                           | لنفوسیت تی, لنفوسیت‌های بی                                            | بالقوه IgM, IgG, IgE, تحریک ماست‌سل |
| IL-10 | مونوسیت, لنفوسیت تی کمک‌کننده, لنفوسیت تی کشنده, ماست‌سل, درشت‌خوار , لنفوسیت‌های بی         | CD210/IL10RA, CDW210B/IL10RB         | درشت‌خوار                                                             | تولید سیتوکین |
| IL-10 | مونوسیت, لنفوسیت تی کمک‌کننده, لنفوسیت تی کشنده, ماست‌سل, درشت‌خوار , لنفوسیت‌های بی         | CD210/IL10RA, CDW210B/IL10RB         | B cells                                                              | فعال کردن |
| IL-10 | مونوسیت, لنفوسیت تی کمک‌کننده, لنفوسیت تی کشنده, ماست‌سل, درشت‌خوار , لنفوسیت‌های بی         | CD210/IL10RA, CDW210B/IL10RB         | ماست‌سل                                                               | |
| IL-10 | مونوسیت, لنفوسیت تی کمک‌کننده, لنفوسیت تی کشنده, ماست‌سل, درشت‌خوار , لنفوسیت‌های بی         | CD210/IL10RA, CDW210B/IL10RB         | لنفوسیت تی کمک‌کننده                                                  | مهار تولید سیتوکاین Th1 (مانند IFN-γ, عامل نکروز توموری بتا, IL-2) |
| IL-10 | مونوسیت, لنفوسیت تی کمک‌کننده, لنفوسیت تی کشنده, ماست‌سل, درشت‌خوار , لنفوسیت‌های بی         | CD210/IL10RA, CDW210B/IL10RB         | لنفوسیت تی کمک‌کننده                                                  | تحریک |
| IL-11 | مغز استخوان                                                                              | IL11RA                               | مغز استخوان                                                          | تولید پروتئین فاز حاد و تشکیل استئوکلاست |
| IL-12 | dendritic cells, لنفوسیت‌های بی, لنفوسیت تی, درشت‌خوار                                     | CD212/IL12RB1, IR12RB2               | activated لنفوسیت تی،                                                | تمایز به لنفوسیت تی کشندهبا IL-2, ↑ IFN-γ, عامل نکروز تومور آلفا، ↓ IL-10 |
| IL-12 | dendritic cells, لنفوسیت‌های بی, لنفوسیت تی, درشت‌خوار                                     | CD212/IL12RB1, IR12RB2               | NK cells                                                             | ↑ IFN-γ, عامل نکروز تومور آلفا |
| IL-13 | لنفوسیت تی کمک‌کننده فعال شده, ماست‌سل, NK cells                                           | IL13R                                | TH2-cells, B cells, macrophages                                      | تحریک رشد و تمایز لنفوسیت‌های بی (IgE), مهار TH1-cellsو تولید macrophage inflammatory cytokines (مانند IL-1, IL-6), ↓ IL-8, IL-10, IL-12                                                                      |
| IL-14 | لنفوسیت تی و گاه لنفوسیت‌های بی بدخیم                                                     |                                      | لنفوسیت‌های بی فعال‌شده                                                | کنترل رشد و پرولیفراسیون لنفوسیت‌های بی، مهار ترشح ایمونوگلوبین |
| IL-15 | فاگوسیت‌های تک‌هسته‌ای(و برخی لولهای دیگر بویژه ماکروفاژها بدنبال عفونت ویروسی),            | IL15RA                               | T cells, activated B cells                                           | تحریک تولید سلول کشنده طبیعی |
| IL-16 | lymphocytes, epithelial cells, eosinophils, CD8+ T cells                                 | CD4                                  | CD4+ T cells (Th-cells)                                              | CD4+ chemoattractant |
| IL-17 | سلول ۱۷ تی کمکیs (Th17)                                                                  | CDw217/IL17RA, IL17RB                | اپی‌تلیوم ، اندوتلیوم                                                 | osteoclastogenesis, رگ‌زایی, ↑ سیتوکین التهابی |
| IL-18 | ماکروفاژها                                                                               | CDw218a/IL18R1                       | Th1 cells, NK cells                                                  | تحریک تولید IFNγ, ↑ NK cell activity |
| IL-19 | -                                                                                        | IL20R                                |                                                                      | - |
| IL-20 | -                                                                                        | IL20R                                |                                                                      | تنظیم پرولیفراسیون و تمایز کراتینوسیتها |
| IL-21 | لنفوسیت تی کمک‌کننده فعال‌شده, NKT cells                                                   | IL21R                                | All lymphocytes, dendritic cells                                     | costimulates activation and proliferation of CD8+ T cells, augment NK cytotoxicity, augments CD40-driven B cell proliferation, differentiation and isotype switching, promotes differentiation of Th17 cells |
| IL-22 | -                                                                                        | IL22R                                |                                                                      | Activates STAT1 و STAT3 and increases تولید پروتئین فاز حاد مانند serum amyloid A, آلفا یک آنتی‌کیموتریپسین and haptoglobin in hepatoma cell lines                                                            |
| IL-23 | -                                                                                        | IL23R                                |                                                                      | Increases رگ‌زایی but reduces CD8 T-cell infiltration |
| IL-24 | -                                                                                        | IL20R                                |                                                                      | Plays important roles in ژن سرکوبگر غده, wound healing and پسوریازیس by influencing cell survival. |
| IL-25 | -                                                                                        | LY6E                                 |                                                                      | Induces the production IL-4, IL-5 and IL-13, which stimulate ائوزینوفیل expansion |
| IL-26 | -                                                                                        | IL20R1                               |                                                                      | Enhances secretion of IL-10 و IL-8 and cell surface expression of CD54 on بافت پوششی |
| IL-27 | -                                                                                        | IL27RA                               |                                                                      | تنظیم فعالیت لنفوسیت‌های بی و لنفوسیت تی |
| IL-28 | -                                                                                        | IL28R                                |                                                                      | در دفاع میزبان در برابر ویروسها نقش دارد |
| IL-29 | -                                                                                        |                                      |                                                                      | در دفاع میزبان در برابر میکروبها نقش دارد |
| IL-30 | -                                                                                        |                                      |                                                                      | Forms one chain of IL-27 |
| IL-31 | -                                                                                        | IL31RA                               |                                                                      | شاید نقشی در التهاب پوست داشته باشد |
| IL-32 | -                                                                                        |                                      |                                                                      | تحریک مونوسیت‌ها و ماکروفاژها به ترشح عامل نکروز تومور آلفا, IL-8 و CXCL2 |
| IL-33 | -                                                                                        |                                      |                                                                      | تحریک لنفوسیت تی کمک‌کننده به تولید سایتوکاین نوع دو |
| IL-35 | لنفوسیت تی تنظیم‌کننده                                                                    |                                      |                                                                      | مهار عملکرد سلولهای لنفوسیت تی کمک‌کننده |